# Idioma numidio
El idioma numidio o antiguo líbico era un idioma que se hablaba en la antigua Numidia y en el norte de África romana. Aunque su alfabeto, el líbico-bereber (del que desciende el tifinag), se ha descifrado casi por completo, el idioma todavía no.
Las inscripciones líbico-bereberes están atestiguadas desde el siglo III a. C. hasta el siglo III d. C. El idioma está apenas atestiguado y sólo puede identificarse con seguridad como perteneciente a la familia afroasiática. Como los masilios, que hablaban el idioma, eran étnicamente bereberes, se supone que el numidiano era, por tanto, una lengua bereber. La rama bereber del afroasiático a veces se llama líbico-bereber, ya que no es seguro si el numidio entraría dentro de las lenguas bereberes modernas o formaría una rama hermana de ellas. De hecho, se supone ampliamente que constituye un grupo propio, ya que no hay rastro de sistema de casos de sustantivos compartido por las lenguas bereberes modernas. Sin embargo, se teoriza que el idioma protobereber tampoco tenía caso gramatical.